# Marcel Delaune
Pour les articles homonymes, voir Delaune.
Marcel Delaune, né le 13 octobre 1855 à Lille (Nord) et mort le 26 janvier 1927 à Paris (Seine), est un homme politique français.

## Biographie
Élève à l’École polytechnique en 1875, il s’installe comme distillateur à Seclin. Il est élu conseiller général du Canton de Seclin en 1896. 
Lors des élections générales législatives de 1898, le député sortant de la 5e circonscription de Lille, Jean-Baptiste Coget ne se représentant pas, le Congrès républicain de cette circonscription le désigne comme candidat. Il obtient dès le premier tour de scrutin, le 8 mai, les trois quarts des suffrages et fut élu par 11 496 voix sur 15 618 votants et 3 383 voix à Samson, adjoint au maire de Lille.
Au renouvellement de 1902, il passe aussi dès le premier tour de scrutin, le 27 avril, avec, là encore, les trois quarts des voix, c’est-à-dire 14 070 suffrages contre 5 194 à Ragheboom, sur 19 945 votants. 
Il n’en fut pas de même aux élections générales de 1906. En tête au premier tour, le 6 mai, avec 10 814 voix sur 22 204 votants, contre 7 526 à Potié et 3 770 à Ragheboom, il passe au scrutin de ballottage du 20 mai avec à peine 1 000 voix d’avance, totalisant 11 417 voix sur 22 024 votants et 10 657 à Poitié, seul maintenu contre lui. Craignant peut-être la désaffection du corps électoral, il ne sollicite pas, en 1910, le renouvellement de son mandat et abandonne la vie publique.

## Sources
- « Marcel Delaune », dans le Dictionnaire des parlementaires français (1889-1940), sous la direction de Jean Jolly, PUF, 1960 [détail de l’édition]